# كيمبرلي وودز
كيمبرلي وودز (بالإنجليزية: Kimberley Woods)‏ هي راكبة الكنو بريطانية، ولدت في 8 سبتمبر 1995 في رغبي في المملكة المتحدة.

## وصلات خارجية
- كيمبرلي وودز على موقع الاتحاد الدولي للكانو (الإنجليزية)
- كيمبرلي وودز على موقع أوليمبيديا (الإنجليزية)
- كيمبرلي وودز على موقع اللجنة الأولمبية البريطانية (الإنجليزية)